# ウォーレン・フロスト
ウォーレン・フロスト（Warren Frost、1925年5月25日 - 2017年2月17日）は、アメリカ合衆国の俳優。
孫はメジャーリーガーのルーカス・ジオリト。

## 出演作品
- マーダー・ワン シーズン1
- 怪しき逃亡者
- ツイン・ピークス シリーズ（Dr．ウィリアム・ヘイワード）
- サイコ4
- タイムマシーンにお願い シーズン2